# Arvet, Rättviks kommun
Arvet är en ort väster om Oresjön i Ore socken, Rättviks kommun.
1960 avgränsade SCB en tätort med 207 invånare i området. Folkmängden hade minskat 1965, varvid tätorten upplöstes. 1990 avgränsades en småort med 61 invånare. 2010 hade folkmängden minskat ytterligare och även småorten upplöstes.